# Kiełbasa (Rogów)
Kiełbasa – dawniej samodzielna wieś, od 1992 część osady Rogów w województwie łódzkim, w powiecie brzezińskim, w gminie Rogów. Leży w północno-wschodniej części Rogowa.
Dawna wieś Kiełbasa rozpościera się wzdłuż współczesnej ul. Leśnej, na północ od jej skrzyżowania z ulicą Akademicką. Znajduje się tu Leśny Zakład Doświadczalny Szkoły Głównej Gospodarstwa Wiejskiego z Muzeum Lasu i Drewna oraz Arboretum w Rogowie, największym (54 ha) oraz najbogatszym w okazy ogrodem botanicznym w Polsce.

## Historia
Dawniej samodzielna miejscowość. Od 1867 w gminie Mroga Dolna. W okresie międzywojennym należała do powiatu brzezińskiego w woj. łódzkim. 16 września 1933 utworzono gromadę Kiełbasa w granicach gminy Mroga Dolna.
Podczas II wojny światowej w Generalnym Gubernatorstwie, w powiecie łowickim w dystrykcie warszawskim. W 1943 Kiełbasa liczyła 565 mieszkańców. Od kwietnia do lipca 1944 roku uczono w pięciu kiełbaskich stodołach. Jeden z gospodarzy ze wsi Kiełbasa pozawieszał w oknach dywany, aby dzieciom nie wiało.
Po wojnie Kiełbasa powróciła do powiatu brzezińskiego w woj. łódzkim jako jedna z 19 gromad gminy Mroga Dolna. 21 września 1953 gminę Mroga Dolna zniesiono przez przemianowanie na gminę Rogów.
W związku z reorganizacją administracji wiejskiej jesienią 1954, Kiełbasa weszła w skład nowej gromady Rogów.
Od 1 stycznia 1973 ponownie w gminie Rogów (powiat brzeziński). W latach 1975–1991 miejscowość należała administracyjnie do województwa skierniewickiego.
1 stycznia 1992 roku Kiełbasę włączono do Rogowa.